# Carpathonesticus borutzkyi
Carpathonesticus borutzkyi là một loài nhện trong họ Nesticidae.
Loài này thuộc chi Carpathonesticus. Carpathonesticus borutzkyi được Eduard Reimoser miêu tả năm 1930.